# الکساندروفکا (شهرستان بیژبولیاکسکی، باشقیرستان)
الکساندروفکا (انگلیسی: Alexandrovka, Bizhbulyaksky District, Republic of Bashkortostan) یک شهرک در شهرستان بیژبولیاکسکی باشقیرستان کشور روسیه است.